# Simulateur de vol de combat
Pour les jeux vidéo, voir Simulateur de vol de combat (jeu vidéo).
 (août 2024).
Si vous disposez d'ouvrages ou d'articles de référence ou si vous connaissez des sites web de qualité traitant du thème abordé ici, merci de compléter l'article en donnant les références utiles à sa vérifiabilité et en les liant à la section « Notes et références ».
Dans le domaine aéronautique militaire, les simulateurs de vol de combat, aussi appelés simulateurs de combat aérien, sont des types de simulateur de vol adaptés pour le combat aérien. Ils ont des applications dans le domaine militaire pour l'étude et la conception des systèmes d'armes ainsi que l'entraînement des pilotes d'avions ou d'hélicoptères,.

## Principe
Le simulateur de vol de combat est basé sur le principe de « l'homme dans la boucle »[Quoi ?] et du « temps réel » pour au moins l'un des protagonistes. Il nécessite donc un calculateur numérique et, contrairement à un simulateur de vol d'entraînement conventionnel, ne s'est développé qu'avec l'apparition des systèmes de visualisation commandés par ordinateur.
Comme tous les simulateurs il est composé d'un système d'introduction des données permettant le pilotage, d'un modèle restituant les caractéristiques et performances des avions et d'un système de visualisation. S'agissant de simuler un combat il est nécessaire de calculer simultanément les paramètres d'au moins deux appareils, de permettre la commande par au moins deux pilotes (ou de disposer d'un modèle numérique pour le second pilote) et d'offrir un système de visualisation couvrant un angle sphérique de 360°.

## Réalisme
Les conditions de vol, surtout en combat tournoyant, placent les appareils aux limites de leur domaine de vol et donc dans la zone la plus difficile à modéliser. 
Le réalisme des simulateurs de combat, en particulier dans les jeux vidéo, est très inférieur au réalisme des simulateurs de vol d'entraînement civils ou militaires. S'agissant de simulateurs à usage militaire, les caractéristiques et performances ne sont pas publiées. La restitution de l’environnement physique, les accélérations en particulier, est très difficile pour le simulateur de vol[Lequel ?] et quasi impossible (en 2013) dans le cas du combat[Passage à actualiser].